# 速見インターチェンジ

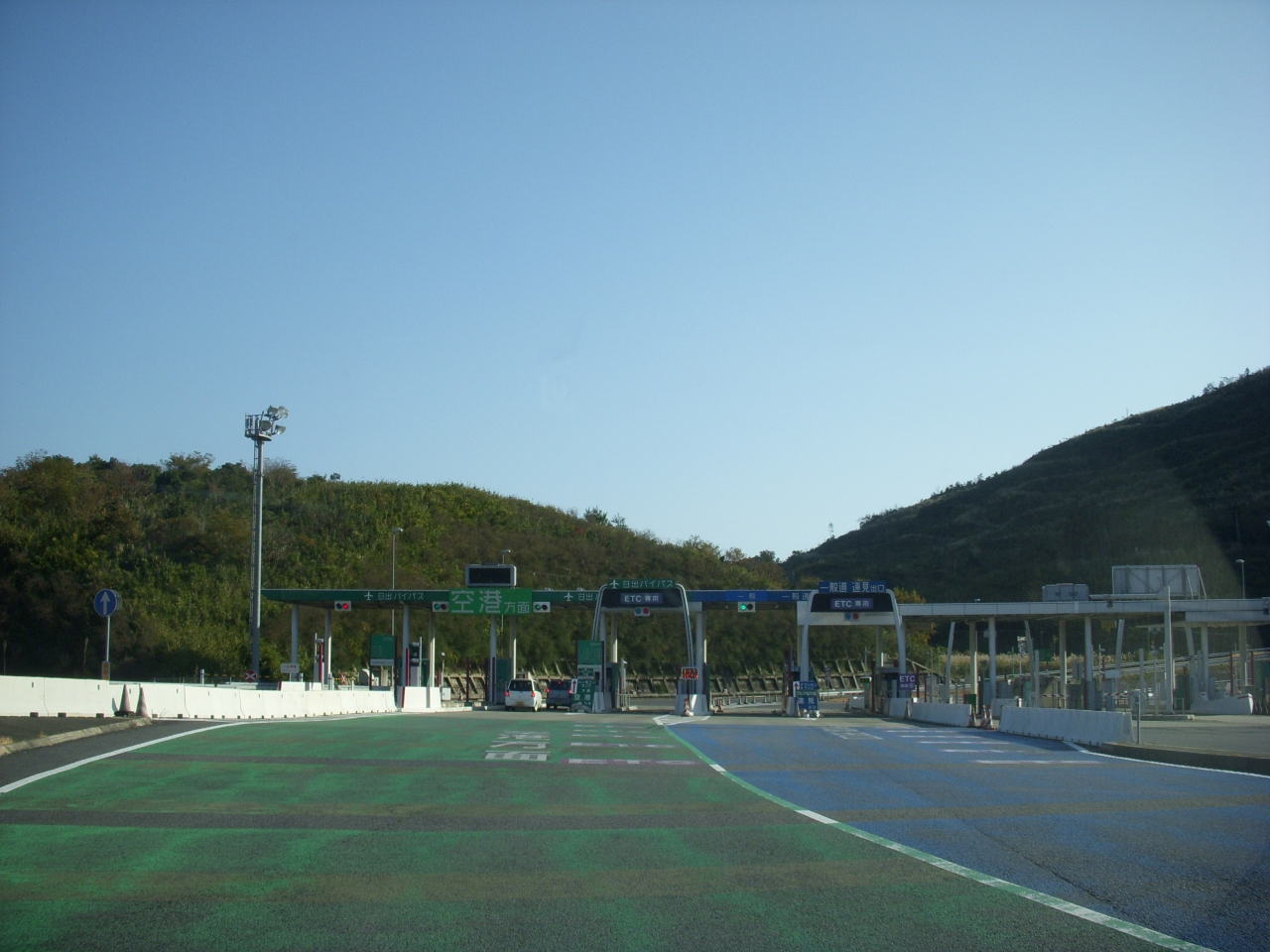
進路変更を誤らないようにラインカラーが引かれている。

速見インターチェンジ（はやみインターチェンジ）は、大分県速見郡日出町大字南畑にある東九州自動車道（宇佐別府道路としては終点）、日出バイパスのインターチェンジである。

## 概要
かつては東九州自動車道の北側区間の終点で、大分自動車道速見支線の終点であった。速見IC - 大分米良IC間は大分自動車道と東九州自動車道とが経路上重複するが、この間の日出JCT - 大分米良IC間のIC番号を始め道路案内上はすべて大分自動車道で統一されていた。また、宇佐別府道路は宇佐IC - 速見ICにおいて東九州自動車道に並行する一般国道自動車専用道路として整備されている。
2015年（平成27年）3月、NEXCO西日本により、速見支線と宇佐別府道路の呼称を「東九州自動車道」で統一することが発表された。
この2つの路線を直結した内包型のJCTとしても供用されている。速見ICが初めて開通した当初は一部平面交差のY字型インターチェンジだったが、後に日出バイパスの開通に合わせてジャンクションを兼用する複雑な構造をしたインターチェンジとなった。東九州道から日出町中心部・大分空港・国東市方面（およびその逆）へ向かう際はこのジャンクション部分を利用する。NEXCO西日本のサイト等で「速見IC・JCT」の呼称も使用されている
。
別府湾からの空気が上昇することで冷却されて水蒸気が凝結し、霧が発生しやすく、冬季には降雪するため、国土交通省のまとめた「要因別高速道路通行止め時間」では、2014年（平成26年）度に当ICと日出JCT間が年間通行止め時間は約271時間で「災害・悪天候」の部門で最悪となった。
料金所には大分県警察高速道路交通警察隊の速見分駐隊が併設されている。

## 歴史
- 1993年（平成5年）3月29日：宇佐別府道路・院内IC - 速見IC間開通に伴い、供用開始[4]。インターチェンジ番号は「1」。
- 1994年（平成6年）12月15日：大分自動車道・日出JCT - 速見IC間開通[4]。
- 2002年（平成24年）3月30日：日出バイパス速見IC - 日出IC間開通にともないJCTとしての機能をもつことになる。
- 2014年（平成26年）9月17日：インターチェンジ番号が「13」に変更される。
- 2015年（平成27年）3月1日：宇佐別府道路・大分自動車道速見支線の営業路線名が東九州自動車道に変更される。
- 2018年（平成30年）8月5日：大分自動車道速見支線と大分自動車道本線（速見IC - 日出JCT - 大分米良IC）の道路名が東九州自動車道に変更される。当インターチェンジのインターチェンジ番号が「9-4」に変更される。

## 周辺
- 九州自然動物公園アフリカンサファリ
- 別府ゴルフ倶楽部

## 接続する道路
- 直接接続
  - 大分県道24号日出山香線
- 間接接続
  - 国道10号

## 日出バイパス利用時の通行料金の徴収方法について
東九州自動車道から日出バイパスを利用する場合
出発地から速見ICまでの通行料金と日出バイパスの通行料金があわせて徴収される。
日出バイパスから東九州自動車道を利用する場合
速見ICで通行券（「速見本線」と記載）を入手し、目的地での流出の際に日出バイパスの通行料金をあわせて徴収される。
日出バイパスのみを利用する場合
上下線とも速見ICにて通行料金を徴収する。
日出ICには料金所はない。

## 料金所
- ブース数：12

### 日出バイパス入口
- ブース数：2
  - ETC専用：１
  - 一般：１

### 日出バイパス出口
- ブース数：2
  - ETC専用：１
  - 一般：１

### 東九州道入口
- ブース数：2
  - 一般：1
  - ETC専用：1

### 東九州道出口
- ブース数：2
  - 一般：1
  - ETC専用：1

### 日出バイパス→東九州道
- ブース数：2
  - 一般：1
  - ETC専用：1

### 東九州道→日出バイパス
- ブース数：2
  - 一般：1
  - ETC専用：1

## 隣
E10 東九州自動車道 （ 宇佐別府道路区間を含む）
(9-3) 大分農業文化公園IC - (9-4) 速見IC - (10) 日出JCT
E97  日出バイパス （大分空港道路）
(9-4) 速見IC - 日出IC